# HD Hyundai
Hyundai Heavy Industries Group er en gruppe forbundne virksomheder, som er forbundet gennem komplekse aktiebesiddelser. Virksomheden Hyundai Heavy Industries udgør den primære virksomhed i konglomeratet.

## Datterselskaber
- Hyundai Heavy Industries – Skibsbygger
- Hyundai Mipo Dockyard
- Hyundai Samho Heavy Industries – Skibsbygger
- Hyundai Robotics
- Hyundai Oilbank – Olieselskab